# التوأمتان (رواية)
التوأمتان هي إحدى روايات الروائية الأمريكية دانيال ستيل (بالإنجليزية: Mirror Image)‏ وهي من الروايات الرومانسية.

## نبذة قصيرة
تدور أحداث الرواية في فترة الحرب العالمية الأولى عن توأمتين تعيشان مع ابيهما الذي لم يتعافى مطلقا من وفاة امهما بعد ولادتهما وتختلف شخصياتهما وتصرفاتهما تتواجد احداهما في فرنسا اثناء اشتعال الحرب وتتورط الأخرى في زيجة لم تكن في حسبانها.